# میوکوو (استان سلیزیا سفلی)
میوکوو (به لاتین: Miłków) یک روستا در لهستان است که در گمینا پودگوژن واقع شده‌است.